# Live at the Royal Albert Hall (album Deep Purplea)
Live at the Royal Albert Hall uživo je album britanskog hard rock sastava Deep Purple, koje 2000. godine, objavljuje diskografska kuća 'Spitfire'.
Materijal je snimljen 25. i 26. rujna 1999. godine, s londonskim simfonijskim orkestrom u 'Royal Albert Hall', London. Ovaj projekt je pokrenuo 1999. godine Jon Lord, što je bio njegov pokušaj da ponovi snimane Purpleovog inovatnog albuma Concerto for Group and Orchestra, čije su originalne skripte nestale. Uz pomoć obožavatelja koji su bili muzikolozi i skladatelji, Jon Lord zajedno sa sastavom još jednom je snimio dvije izgubljene partiture u 'Royal Albert Hallu', ali ovaj puta s londonskim simfonijskim orkestrom s kojim je dirigirao maestro Paul Mann. Koncert prikazuje skladbe koje su napisane za svakog člana sastava pojedinačno, kratak Deep Purpleov set i gost glazbenike poput Ronnia Jamesa Dioa, the Steve Morse Band i Sama Browna. Početkom 2001. godine, dva slična koncerta također izvode u Tokyu, a bili su izdani kao dio box seta The Soundboard Series.
Koncert je također objavljen i na DVD-u, u suradnji s londonskim simfonijskim orkestrom.

## Popis pjesama

### Disk prvi
1. "Pictured Within" (Jon Lord) – 8:38
2. "Wait a While" (Lord, Sam Brown) – 6:44
3. "Sitting in a Dream" (Roger Glover) – 4:01
4. "Love Is All" (Glover, Eddie Hardin) – 4:40
5. "Via Miami" (Ian Gillan, Glover) – 4:51
6. "That's Why God Is Singing the Blues" (Dave Corbett) – 4:02
7. "Take It off the Top" (Steve Morse) – 4:43
8. "Wring That Neck" (Ritchie Blackmore, Nick Simper, Lord, Ian Paice) – 4:38
9. "Pictures of Home" (Gillan, Blackmore, Glover, Lord, Paice) – 11:58

### Dis drugi
1. "Concerto for Group and Orchestra, Mov. 1" (Lord) – 17:03
2. "Concerto for Group and Orchestra, Mov. 2" (Gillan, Lord) – 19:43
3. "Concerto for Group and Orchestra, Mov. 3" (Lord) – 13:28
4. "Ted the Mechanic" (Gillan, Morse, Glover, Lord, Paice) – 4:50
5. "Watching the Sky" (Gillan, Morse, Glover, Lord, Paice) – 5:38
6. "Sometimes I Feel Like Screaming" (Gillan, Morse, Glover, Lord, Paice) – 7:44
7. "Smoke on the Water" (Gillan, Blackmore, Glover, Lord, Paice) – 6:43

## Vanjske poveznice
- Allmusic.com - Deep Purple - Live at the Royal Albert Hall